# Eric Barba
Eric Barba (...) è un effettista statunitense, presso la Digital Domain.

## Biografia
Frequenta l'Art Center College of Design di Pasadena (California) perché voleva essere un "car designer"
Ha creato il primo spot con un'auto creata completamente in CG. Lavora in televisione come animatore sulla serie SeaQuest DSV. Entra nel mondo del cinema come artista digitale con il film Il quinto elemento (non accreditato) grazie a Mark Stetson, che era rimasto impressionato dal suo lavoro in CG sulle pubblicità delle automobili. Nel film si occupa della supervisione dell'illunminazione delle automobili volanti intorno al centro della città. Durante la produzione di una pubblicità incontra il regista David Fincher, con cui ha diverse collaborazioni fino a vincere l'Oscar ai migliori effetti speciali per il film Il curioso caso di Benjamin Button. Prima ancora di finire il lavoro su questo film, inizia a lavorare per Tron: Legacy

## Filmografia parziale
- SeaQuest DSV - serie TV, 1x0-2x1 (1993-1994) - animatore CGI
- I viaggiatori - serie TV, 5 episodi (1995) - supervisore effetti CGI
- Il quinto elemento (Le cinquième élément), regia di Luc Besson (1997) - artista digitale
- L'angolo rosso - Colpevole fino a prova contraria (Red Corner), regia di Jon Avnet (1997) - animatore digitale
- Supernova, regia di Walter Hill (2000) - supervisore alla computer grafica
- Regole d'onore (Rules of Engagement), regia di William Friedkin (2000) - artista digitale
- Zodiac, regia di David Fincher (2007) - supervisore agli effetti visivi
- Il curioso caso di Benjamin Button (The Curious Case of Benjamin Button), regia di David Fincher (2008) - supervisore agli effetti visivi
- Tron: Legacy, regia di Joseph Kosinski (2010) - supervisore agli effetti visivi
- Millennium - Uomini che odiano le donne (The Girl with the Dragon Tattoo), regia di David Fincher (2011) - supervisore agli effetti visivi
- Terminator - Destino oscuro (Terminator: Dark Fate), regia di Tim Miller (2019)

## Riconoscimenti
L'anno si riferisce all'anno della cerimonia di premiazione.
- 2002
  - Nomination VES Best Compositing in a Televised Program, Music Video, or Commercial insieme a Bernd Angerer, Jeff Julian e Feli di Giorgio per lo spot della Adidas Mechanical Legs
- 2004
  - Nomination VES Outstanding Visual Effects in a Commercial insieme a Richard Morton, Walt Hyneman e Dave Stern per lo spot della Nike Gamebreaker
  - Nomination VES Outstanding Visual Effects in a Commercial insieme a Greg Teegarden, Dave Stern e Jay Barton per lo spot della Nike Speed Chain
- 2006
  - Nomination VES Outstanding Visual Effects in a Commercial insieme a Lisa Beroud, Janelle Croshaw e Greg Teegarden per lo spot della Motorola PEBL
  - VES Outstanding Visual Effects in a Music Video insieme a Lisa Beroud, Jay Barton e Jim Gaczkowski per il video dei Nine Inch Nails Only
- 2008
  - Nomination VES Outstanding Supporting Visual Effects in a Motion Picture insieme a Craig Barron, Janelle Croshaw e Chris Evans per Zodiac

- 2009
  - Oscar ai migliori effetti speciali insieme a Edson Williams e Craig Barron per Il curioso caso di Benjamin Button (The Curious Case of Benjamin Button)
  - BAFTA ai migliori effetti speciali insieme a Craig Barron, Nathan McGuinness e Edson Williams per Il curioso caso di Benjamin Button (The Curious Case of Benjamin Button)
  - Nomination Saturn Award per i migliori effetti speciali insieme a Steve Preeg, Burt Dalton e Craig Barron per Il curioso caso di Benjamin Button (The Curious Case of Benjamin Button)
  - VES Outstanding Visual Effects in an Effects Driven Feature Motion Picture insieme a Edson Williams, Nathan McGuinness e Lisa Beroud per Il curioso caso di Benjamin Button (The Curious Case of Benjamin Button)
- 2011
  - Nomination VES Outstanding Visual Effects in a Visual Effects Driven Feature Motion Picture insieme a Lisa Beroud, Steve Gaub e Steve Preeg per Tron: Legacy